# فرانسوا دووالیه
فرانسوا دووالیه (انگلیسی: François Duvalier معروف به پاپادوک؛ زاده ۱۴ آوریل ۱۹۰۷ – درگذشته ۲۱ آوریل ۱۹۷۱) یک سیاست‌مدار اهل هائیتی بودکه از سال ۱۹۵۷ تا ۱۹۷۱ رئیس‌جمهور این کشور بود. او در انتخابات عمومی سال ۱۹۵۷ بر اساس یک برنامه ناسیونالیستی / پوپولیستی به عنوان رئیس‌جمهور انتخاب شد. پس از خنثی کردن یک کودتای نظامی در سال ۱۹۵۸، رژیم او به سرعت خودکامه‌تر و مستبدتر شد. یک جوخه مرگ مخفی دولتی، تون‌تون ماکوت (Tonton Makout)، مخالفان را کشتند. تصور می‌شد که تونتون ماکوت آنقدر فراگیر است که مردم هائیتی از ابراز هرگونه مخالفت، حتی در خلوت، به شدت می‌ترسند. دووالیه بیشتر به دنبال تثبیت حکومت خود با ترکیب عناصر اساطیری هائیتی در کیش شخصیت بود.
قبل از ورود به سیاست، دووالیه یک پزشک بود. او از دانشکده بهداشت عمومی دانشگاه میشیگان با بورسیه‌ای فارغ‌التحصیل شد که قرار بود پزشکان سیاه‌پوست کارائیب را برای مراقبت از سربازان آفریقایی ــ آمریکایی در طول جنگ جهانی دوم آموزش دهد. او به دلیل حرفه و تخصص در زمینه پزشکی، لقب «پاپادوک» (بابا دکتر) را به خود اختصاص داد.

## اوایل زندگی و حرفه
دووالیه در سال ۱۹۰۷ در پورتو پرنس به دنیا آمد. عمه‌اش، مادام فلورستال، او را بزرگ کرد. او یک سال را در دانشگاه میشیگان برای مطالعه بهداشت عمومی گذراند. در سال ۱۹۴۳ در یک کمپین تحت حمایت ایالات متحده برای کنترل شیوع بیماری‌های استوایی مسری، کمک به فقرا برای مبارزه با تیفوس، مالاریا و سایر بیماری‌های گرمسیری که سال‌ها هائیتی را ویران کرده بود. بیمارانش با محبت او را «پاپادوک» صدا می‌کردند، نامی که او در طول زندگی‌اش از آن استفاده می‌کرد.
نژادپرستی و خشونتی که در طول اشغال هائیتی توسط ایالات متحده رخ داد، که در سال ۱۹۱۵ آغاز شد، ملی‌گرایی سیاه‌پوستان را در میان هائیتی‌ها سرعت بخشید و تأثیر قدرتمندی بر دووالیه جوان گذاشت. او همچنین از قدرت سیاسی نهفته اکثریت فقیر سیاه‌پوست و رنجش آنها از نخبگان دورگه آگاه بود. دووالیه از آرمان‌های پان‌آفریقایی حمایت کرد و در جنبش نویسنده اهل هائیتی ژان پرایس-مارس شرکت کرد، که هر دو منجر به حمایت او از هائیتی وودو شد، یک مطالعه قوم‌شناختی که بعداً سود سیاسی زیادی برایش به همراه داشت. او در ۲۷ دسامبر ۱۹۳۹، او با سیمون دووالیه ازدواج کرد که از آنها صاحب چهار فرزند شد: ماری دنیز، نیکول، سیمون و ژان کلود.

## رسیدن به قدرت
در سال ۱۹۴۶، دووالیه خود را با رئیس‌جمهور دومارسه استیمه هماهنگ کرد و به عنوان مدیر کل خدمات بهداشت عمومی ملی منصوب شد. در سال ۱۹۴۹، او به عنوان وزیر بهداشت و کار مشغول به کار شد، اما در ۱۹۵۰ که با کودتای پل مگلوآر مخالفت کرد، دولت را ترک گفت و طبابت را از سر گرفت. فعالیت او شامل شرکت در کمپین‌هایی برای جلوگیری از بیماری‌ها بود. در سال ۱۹۵۴، دووالیه پزشکی را رها کرد و در حومه هائیتی از رژیم مگلوآر پنهان شد. در سال ۱۹۵۶، دولت مگلوآر در حال افول بود، و گرچه دووالیه هنوز مخفی بود، نامزدی خود را برای جایگزینی او به عنوان رئیس‌جمهور اعلام کرد. دسامبر ۱۹۵۶، مگلوآر شکست را پذیرفت.
دو پیشتاز مبارزات انتخاباتی سال ۱۹۵۷ برای ریاست جمهوری، دووالیه و یک ملاک شمالی به نام لوئیس دژوئی بودند. در طول مبارزات انتخاباتی آنها، هائیتی توسط پنج دولت موقت اداره می‌شد که هیچ‌کدام بیش از چند ماه دوام نیاوردند. دووالیه قول داد که کشور را بازسازی و نوسازی کند. مناطق روستایی هائیتی و همچنین ارتش نیز از او حمایت کردند. او به سیاه‌گرایی پوپولیستی متوسل شد و عصبانیت اکثریت آفریقایی‌های هائیتی را از اینکه توسط نخبگان معدود دورگه کنترل می‌شود، برانگیخت.
فرانسوا دووالیه در ۲۲ سپتامبر ۱۹۵۷ به عنوان رئیس‌جمهور انتخاب شد.

## ریاست جمهوری
تثبیت قدرت

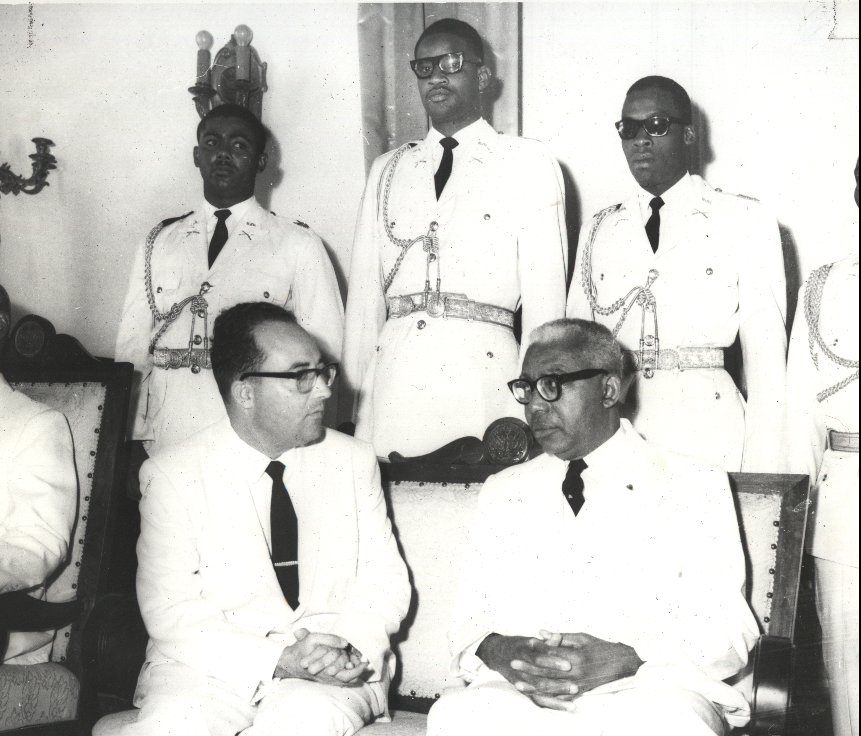
فرانسوا دووالیه و جوئل بارومی (نماینده اسرائیل در هائیتی)، ۱۹۶۳

پس از انتخاب شدن به عنوان رئیس‌جمهور در سال ۱۹۵۷، دووالیه اکثر حامیان اصلی دژوئی را تبعید کرد. او قانون اساسی جدیدی را در آن سال تصویب کرد.
دووالیه اعضای اکثریت سیاهپوست را در خدمات کشوری و ارتش نصب کرد و ارتقاداد. در ژوئیه ۱۹۵۸، سه افسر تبعیدی ارتش هائیتی و پنج مزدور آمریکایی در هائیتی فرود آمدند و سعی کردند دووالیه را سرنگون کنند. همگی کشته شدند. اگرچه ارتش و رهبران آن تلاش برای کودتا را خنثی کردند، اما این حادثه بی‌اعتمادی دووالیه را به ارتش، نهاد مهمی که او کنترل محکمی بر آن نداشت، عمیق‌تر کرد. او رئیس ستاد را با یک افسر قابل اعتمادتر جایگزین کرد و سپس با تبدیل گارد ریاست‌جمهوری به یک سپاه زبده با هدف حفظ قدرت خود، اقدام به ایجاد پایگاه قدرت خود در ارتش کرد. پس از این، دووالیه کل ستاد کل را برکنار کرد و افسرانی را جایگزین آن نمود که مناصب و وفاداری خود را مدیون او بودند.
در سال ۱۹۵۹، دووالیه برای گسترش و تقویت حمایت از رژیم یک شبه نظامی روستایی به نام تونتون ماکوت ایجاد کرد که اعضای آن تا سال ۱۹۶۱ دو برابر اعضای ارتش شده بود. این نیروی شبه‌نظامی هرگز به یک نیروی نظامی واقعی تبدیل نشد، بلکه چیزی مانند یک پلیس مخفی بود.
دووالیه در سالهای اولیه حکومت خود توانست از نقاط ضعف استراتژیک مخالفان قدرتمند خود که عمدتاً از نخبگان دورگه بودند استفاده کند. این ضعف‌ها شامل ناتوانی آنها در هماهنگی اقدامات خود علیه رژیم بود که به‌طور فزاینده‌ای قوی تر شده بود.
به نام ملی‌گرایی، دووالیه تقریباً تمام اسقف‌های خارجی هائیتی را اخراج کرد، اقدامی که باعث تکفیر او از کلیسای کاتولیک شد. در سال ۱۹۶۶، او واتیکان را متقاعد کرد که به او اجازه دهد تا سلسله مراتب کاتولیک هائیتی را خود پیشنهاد کند. دووالیه اکنون بیش از هر زمان دیگری در هائیتی قدرت داشت.
حمله قلبی و ماجرای باربات
در ۲۴ می ۱۹۵۹، دووالیه دچار حمله قلبی شدید، احتمالاً به دلیل مصرف بیش از حد انسولین شد. او از اوایل بزرگسالی دیابت داشت و همچنین از بیماری قلبی و مشکلات گردش خون رنج می‌برد. در طول حمله قلبی، او به مدت ۹ ساعت در کما بود. پزشک وی معتقد بود که در جریان این حوادث دچار آسیب عصبی شده است که به سلامت روان او آسیب رسانده و شاید بتواند اقدامات بعدی او را توضیح دهد.
در حین بهبودی، دووالیه قدرت را به دست کلمان باربات، رهبر تونتون ماکوت سپرد. پس از بازگشت به کار، دووالیه باربات را متهم کرد که می‌خواهد جایگزین او به عنوان رئیس‌جمهور شود و او را به زندان انداخت. در آوریل ۱۹۶۳، باربات آزاد شد و شروع به توطئه برای برکناری دووالیه از سمت خود با ربودن فرزندانش کرد. توطئه شکست خورد و دووالیه سپس دستور داد تا به جستجوی باربات و دیگر توطئه‌گران بپردازند. در طول جستجو، به دووالیه گفته شد که باربات خود را به یک سگ سیاه تبدیل کرده است، که باعث شد دووالیه دستور دهد تمام سگ‌های سیاه در هائیتی کشته شوند. تونتون ماکوت باربات را در ژوئیه ۱۹۶۳ دستگیر کرد و کشت. در یک مورد دیگر، دووالیه دستور داد سر یک شورشی اعدام شده را منجمد کنند و نزد او آوردند تا بتواند با روح مرد مرده ارتباط برقرار کند. سوراخ‌هایی روی دیوار اتاق‌های بازجویی حک شده بود که دووالیه از طریق آن‌ها شکنجه و غوطه‌ور شدن زندانیان هائیتی را در حمام‌های اسید سولفوریک تماشا می‌کرد. گاه در هنگام شکنجه در اتاق بود.
تغییرات قانون اساسی
در سال ۱۹۶۱، دووالیه شروع به نقض قانون اساسی مصوب ۱۹۵۷ کرد. ابتدا قوه مقننه دو مجلسی را جایگزین یک مجلس کرد. سپس یک انتخابات ریاست جمهوری جدید برگزار کرد که در آن تنها نامزد بود، اگرچه دوره او در سال ۱۹۶۳ به پایان می‌رسید و قانون اساسی انتخاب مجدد را ممنوع کرده بود. در انتخابات به طرز آشکاری تقلب شد. آمار رسمی مجموعاً ۱۳۲۰۷۴۸ رای آری برای یک دوره دیگر برای دووالیه را نشان داد، بدون اینکه هیچ مخالفتی داشته باشد. پس از شنیدن نتایج، او اعلام کرد: «من اراده مردم را می‌پذیرم… من به عنوان یک انقلابی حق نادیده گرفتن خواست مردم را ندارم». آمریکای لاتین در طول تاریخ خود شاهد بسیاری انتخابات تقلبی بوده است، اما هیچ‌کدام از آن‌ها ظالمانه‌تر از انتخاباتی که اخیراً در هائیتی برگزار شد، نبوده است. ۹۹٫۹ درصد رای مثبت دادند، که جای تعجب نداشت زیرا همه برگه‌های رای از قبل با علامت آری مشخص شده بودند.
روابط خارجی
رابطه او با ایالات متحده پرفراز و نشیب بود. در سالهای اولیه زندگی، دووالیه ایالات متحده را به دلیل روابط دوستانه با رافائل تروخیو، دیکتاتور دومینیکن سرزنش می‌کرد. دولت کندی به ویژه از حکومت سرکوبگر و توتالیتر دووالیه و ادعاهایی مبنی بر سوء استفاده از کمک‌های مالی که در آن زمان بخش قابل توجهی از بودجه هائیتی ناراحت شد؛ بنابراین، بیشتر کمک‌های اقتصادی خود را در اواسط سال ۱۹۶۲ متوقف کرد. دووالیه علناً از هرگونه کمک واشینگتن به دلایل ناسیونالیستی چشم پوشی کرد و خود را مخالف اصولی و تنها سلطه یک قدرت بزرگ معرفی کرد.
دووالیه میلیون‌ها دلار کمک بین‌المللی، از جمله ۱۵ میلیون دلار کمک سالنه ایالات متحده را اختلاس کرد. یکی دیگر از روش‌های دووالیه برای به دست آوردن پول خارجی، گرفتن وام‌های بود، از جمله ۴ میلیون دلار آمریکا از دیکتاتور کوبا، باتیستا.
پس از ترور کندی در نوامبر ۱۹۶۳، که دووالیه بعداً ادعا کرد ناشی از نفرینی است که او به کندی داده بود، ایالات متحده فشار خود را بر دووالیه کاهش داد و با اکراه او را به عنوان سنگری در برابر کمونیسم پذیرفت.
پس از اینکه باتیستا (یکی از دوستان دووالیه) در انقلاب کوبا سرنگون شد، دووالیه نگران بود که فیدل کاسترو، رهبر جدید کوبا، پناهگاه امنی برای مخالفان هائیتی فراهم کند. دووالیه با به رسمیت شناختن دولت کاسترو با ارسال دارو و عفو چندین زندانی سیاسی تلاش کرد کوبا را به دست آورد، اما بی‌نتیجه بود. کاسترو از همان آغاز رژیم خود از مخالفان دووالیه حمایت کامل کرد.
دووالیه با رأی دادن علیه این کشور در نشست سازمان کشورهای آمریکایی (OAS) و متعاقباً در سازمان ملل، جایی که تحریم تجاری بر کوبا اعمال شد، کاسترو را خشمگین کرد. کوبا با قطع روابط دیپلماتیک پاسخ داد و دووالیه متعاقباً کارزاری برای خلاصی هائیتی از شر کمونیست‌ها به راه انداخت. این اقدام روابط هائیتی را با کوبا به مدت ۳۸ سال قطع کرد تا اینکه این دو کشور در سال ۱۹۹۷ روابط خود را دوباره برقرار کردند.
روابط دووالیه با جمهوری دومینیکن نیز همیشه پرتنش بود: دووالیه در سال‌های اولیه زندگی بر اختلافات بین دو کشور تأکید می‌کرد. در آوریل ۱۹۶۳، به دلیل دشمنی سیاسی بین دووالیه و رئیس‌جمهور دومینیکن، خوان بوش، روابط به مرز جنگ رسید. بوش، یک چپ‌گرا، به تبعیدیان هائیتی که علیه رژیم دووالیه توطئه کرده بودند، پناهندگی و حمایت اعطا کرد. دووالیه به گارد ریاست جمهوری خود دستور داد تا سفارت دومینیکن را اشغال کنند. رئیس‌جمهور دومینیکن با خشم واکنش نشان داد، علناً تهدید کرد که به هائیتی حمله خواهد کرد و به واحدهای ارتش دستور داد تا به مرز بروند. با این حال، از آنجایی که فرماندهان نظامی دومینیکن از حمله به هائیتی حمایت چندانی نکردند، بوش از تهاجم خودداری کرد و از طریق OAS به دنبال میانجیگری بود.
در سال ۱۹۶۶، دووالیه میزبان امپراتور اتیوپی، هایله سلاسی اول بود، که تنها سفر یک رئیس دولت خارجی به هائیتی تحت رهبری دووالیه بود. دووالیه گردنبند نشان ژان ژاک دسالین کبیر را به هایله سلاسی اعطا کرد و امپراتور نیز به نوبه خود گردنبند بزرگ نشان ملکه سبا را به دووالیه داد.
سیاست‌های داخلی
سرکوب
دولت دووالیه یکی از سرکوبگرترین دولت‌ها در نیمکره غربی بود. او در داخل کشور مخالفان خود را به قتل رساند و تبعید کرد. تخمین‌ها از کشته شدگان به ۶۰۰۰۰ نفر می‌رسد. حملات به دووالیه از داخل ارتش به‌ویژه جدی تلقی می‌شد. هنگامی که بمب‌هایی در نزدیکی کاخ ریاست جمهوری در سال ۱۹۶۷ منفجر شدند، دووالیه ۱۹ افسر گارد ریاست جمهوری را اعدام کرد.
کمونیست‌های هائیتی و حتی کمونیست‌های مظنون بار سنگین سرکوب دولت را متحمل شدند. دووالیه آنها را هدف قرار داد تا به ایالات متحده اطمینان دهد که او کمونیست نیست. او در اوایل زندگی خود در معرض افکار کمونیستی و چپ قرار گرفت و آنها را رد کرد. قانون جدید اعلام کرد که «فعالیت‌های کمونیستی، صرف نظر از شکل آنها، به این وسیله جنایت علیه امنیت دولت اعلام می‌شود.» کسانی که به دلیل فعالیت کمونیستی محکوم شده بودند، در معرض اعدام قرار گرفتند و با مصادره اموالشان مواجه شدند.
سیاست‌های اجتماعی و اقتصادی
دووالیه از ارعاب و سرکوب استفاده کرد تا نخبگان قدیمی دورگه را با نخبگان جدیدی که خودش ساخته بود جایگزین کند. فساد - در قالب تهاجم دولتی به صنایع، رشوه خواری، اخاذی از مشاغل داخلی و سرمایه‌های دزدیده شده دولتی - نزدیک‌ترین حامیان دیکتاتور را غنی کرد. اکثر آنها از قدرت کافی برای ارعاب اعضای نخبگان قدیمی برخوردار بودند که به تدریج کنار گذاشته شدند یا حذف شدند.
بسیاری از متخصصان تحصیل کرده از هائیتی به شهر نیویورک، میامی، مونترال، پاریس و چندین کشور آفریقایی فرانسوی زبان گریختند، که کمبود جدی پزشک و معلم را تشدید کرد. برخی از متخصصان بسیار ماهر به صفوف چندین آژانس سازمان ملل پیوستند تا در کشورهای تازه استقلال یافته مانند ساحل عاج و کنگو در توسعه کار کنند.
دولت زمین‌های دهقانان را مصادره کرد و آن‌ها را به اعضای شبه‌نظامی اختصاص داد، که حقوق رسمی نداشتند و از طریق جنایت و اخاذی امرار معاش می‌کردند.
با این وجود، دووالیه از حمایت قابل توجهی در میان اکثریت جمعیت روستایی سیاهپوست هائیتی برخوردار بود، که در او قهرمان ادعاهای خود علیه نخبگان دورگه که به صورت تاریخی بر آنان تسلط داشتند می‌دیدند. در طول ۱۴ سال قدرت، او یک طبقه متوسط سیاه‌پوست را ایجاد کرد، عمدتاً از طریق حمایت دولتی.
فرقه وودو
دووالیه ادعا کرد که او تجسم فیزیکی کشور است. او همچنین سنت‌های وودو را احیا کرد و بعداً از آنها برای تحکیم قدرت خود با ادعای خود مبنی بر اینکه کشیش وودو است استفاده کرد. دووالیه در تلاشی برای اینکه خود را حتی با ابهت‌تر نشان دهد، عمداً تصویر خود را از تصویر بارون سامدی، یکی از ارواح هائیتی وودو الگوبرداری کرد. او اغلب عینک آفتابی می‌زد تا چشمانش را پنهان کند و با لحن شدید صحبت می‌کرد. در تبلیغات رژیم آمده بود که «پاپاداک با لوا، عیسی مسیح و خود خدا یکی بود». مشهورترین تصویر از آن زمان، عیسی مسیح ایستاده را با دستی بر شانه پاپادوک نشسته نشان می‌دهد، با عنوان «من او را انتخاب کردم». دووالیه بلافاصله پس از اولین انتخاب خود، خود را «موجودی غیرمادی» و همچنین «پرچم هائیتی» نامید.

## مرگ و جانشینی
فرانسوا دووالیه در ۲۱ آوریل ۱۹۷۱، هفت روز پس از تولد ۶۴ سالگی خود، بر اثر بیماری قلبی و دیابت درگذشت. پسر ۱۹ ساله او، ژان کلود دووالیه، با نام مستعار «بیبی داک»، جانشین او به عنوان رئیس‌جمهور شد.